# Capo Armitage
Capo Armitage è un promontorio roccioso sull'isola di Ross in Antartide e costituisce l'estremità meridionale della penisola di Hut Point e quindi dell'isola.
Il promontorio fu scoperto da Robert Falcon Scott durante la spedizione Discovery (1901-1904) e gli diede il nome in onore di Albert Armitage, secondo in comando della missione e tenente della Royal Navy.
Le basi antartiche McMurdo e Scott si trovano vicino a questo promontorio: la prima all'estremità di Winter Quarters Bay, vicino a punta Holt e la seconda su punta Pram e sono collegate tra loro da una strada di pochi chilometri.